# Broderie d'or

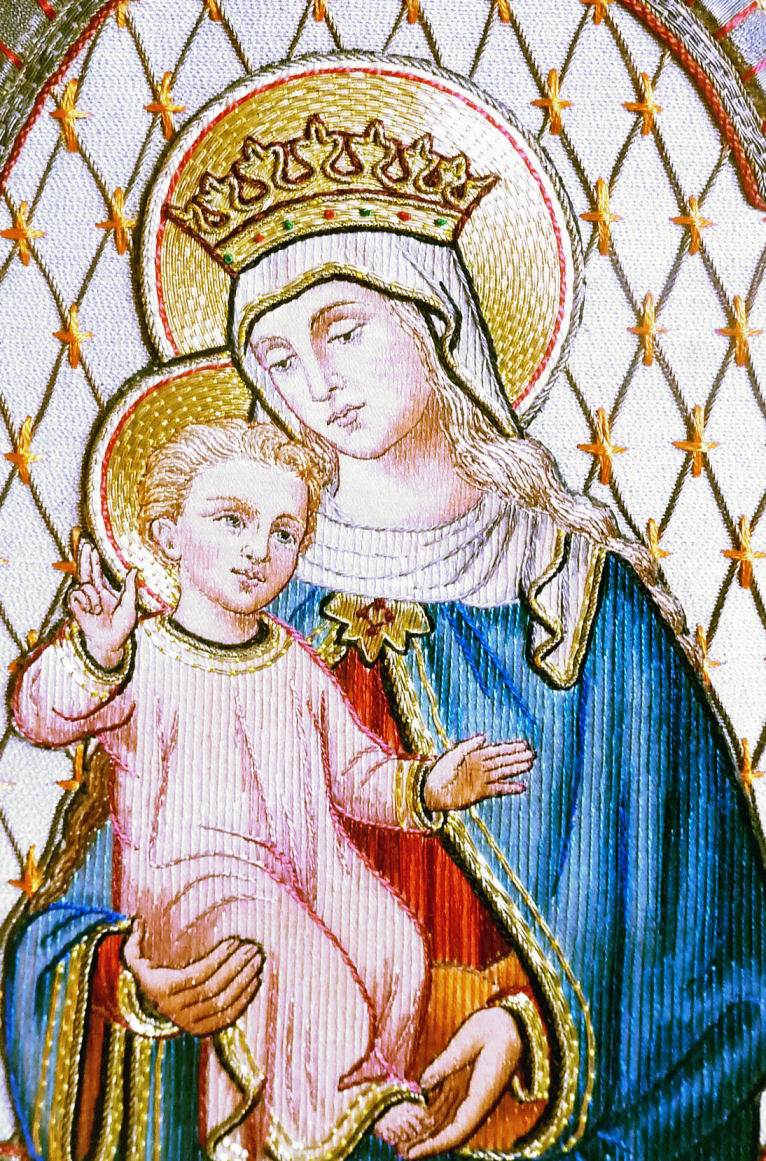
Henri van Severen-Ente, Saint-Nicolas : broderie en or et soie pour un ornement.

La broderie d'or ou broderie au fil d'or est un type de broderie artisanale, choisi en Europe principalement pour des usages militaires, ecclésiastiques ou diplomatiques.

## Histoire
La broderie au fil de métal, d'or ou d'argent, est considérée comme un artisanat spécial, différent de la broderie polychrome en soie. Les artisans brodeurs d'or étaient considérés comme de grands manufacturiers. Depuis des siècles ils étaient spécialisés dans la broderie héraldique des drapeaux, les parements de première classe pour les églises et les uniformes des courtisans.
Les ateliers étaient surtout des artisanats familiaux, avec des maitres de broderie de père en fils.
En Europe, les ornements du XVe siècle qui sont conservés étaient ornés avec des broderies connues pour leur « or nué ».
Le XIXe siècle est connu pour son haut niveau de  broderie, atteignant celui du Moyen-Âge : les ornements néogothiques présentés aux expositions universelles sont considérés comme des œuvres de maître uniques dans l'histoire de cet art.

## Fabrication
Il existe différents types de fils d'or, pour différents effets et utilisations. Le fil d'or est fabriqué au Japon. L'âme du fil, qui est souvent en soie, est enveloppée d'or pur. Au Japon, on avait l'habitude d'utiliser du papier de riz.
En Russie, les broderies d'or les plus connues étaient les broderies de Torjok.

## Applications

Le marquis de Cholmondeley, tenue avec broderie en or.

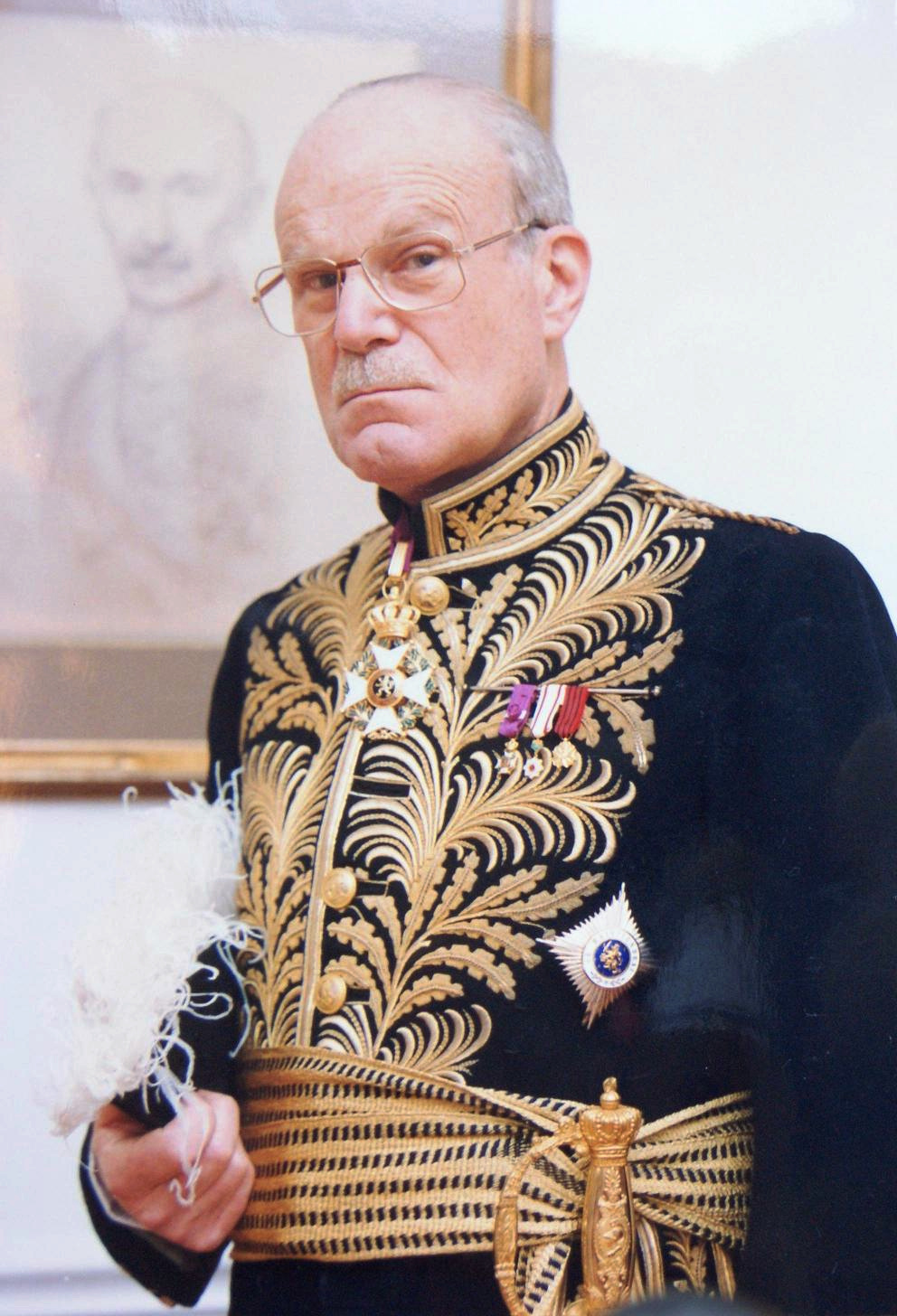
Henri Beyens en uniforme d'ambassadeur belge, tenue avec broderie en or.

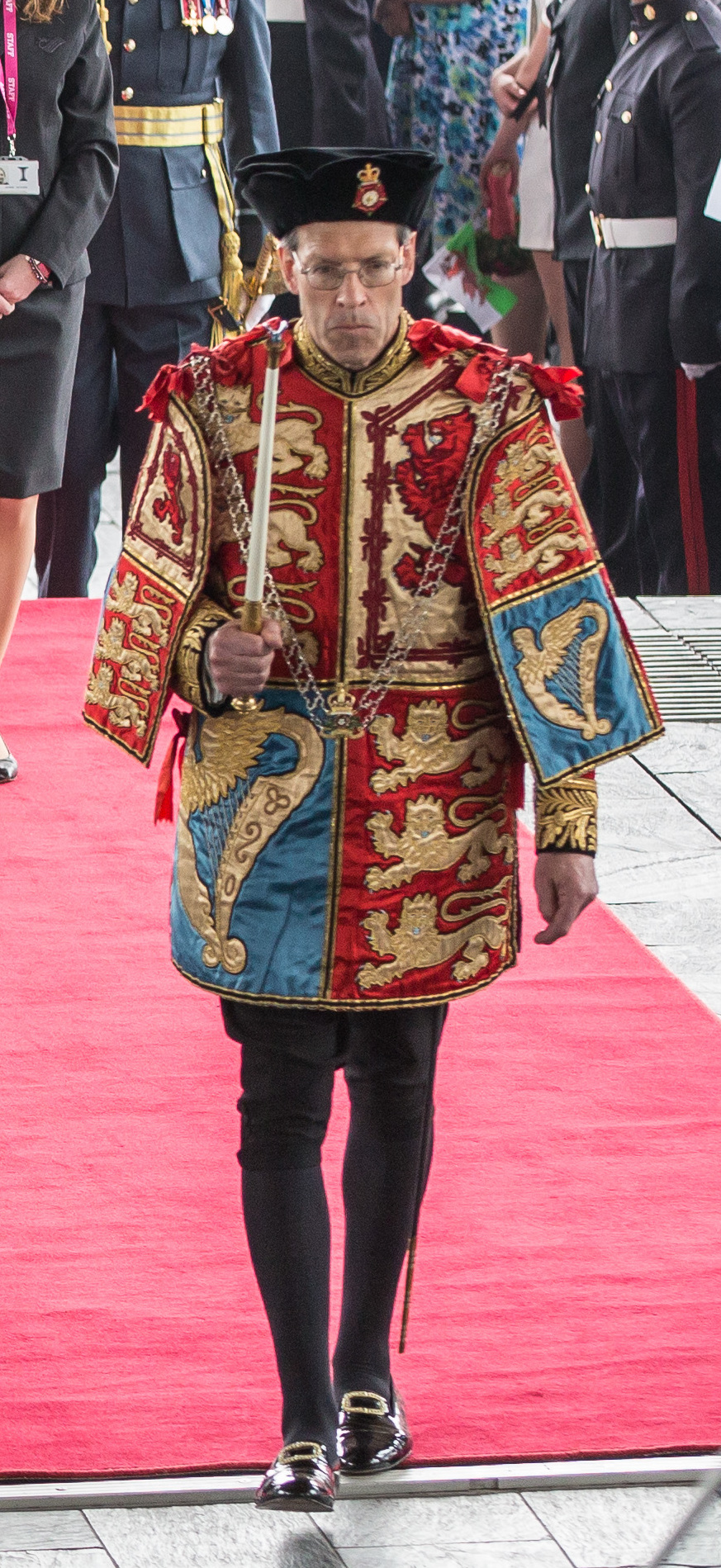
Hérault d'armes

### Militaire
- Uniforme : épaulettes[5]
- Manchette
- Képi
- Drapeau du régiment

### Ecclésiastique
- Antependia
- Chasuble
- Chape
- Mitre
- Bannière
- Statue de procession
- Reliquaire

### Diplomatique
- Habit diplomatique

## Artisans et brodeurs en Europe
- M. C. Martini, Milan[6]
- Henri van Severen-Ente, Saint-Nicolas[7].
- Grossé, Bruges[8]
- Biais Frères et fils S.V.
- Brandes-Leroy
- Caers, Hubert
- De Vuyst-Van Acker
- firma Numan et Vandevelde
- Stoltzenberg
- Van Kalcken, vve
- Van Moock Louis
- Vansina – Van Goubergen